# Linopherus oculata
Linopherus oculata är en ringmaskart som först beskrevs av Treadwell 1941.  Linopherus oculata ingår i släktet Linopherus och familjen Amphinomidae. Inga underarter finns listade i Catalogue of Life.